# Rio Danúbio
O rio Danúbio ou Istro (em grego antigo, Ister) é o segundo rio mais longo da Europa (depois do Volga), e tem entre 2 845 e 2 888 km de extensão, atravessando o continente de oeste a leste, desde sua nascente na Floresta Negra (Alemanha) até desaguar no mar Negro, no delta do Danúbio (Romênia).
O rio passa por diversas capitais da Europa e constitui a fronteira natural de dez nações. As mais importantes cidades nas suas margens são Ulm, Ingolstadt, Ratisbona, Linz, Viena, Bratislava, Budapeste, Vukovar, Novi Sad, Belgrado, Ruse, Brăila e Galați.

## Nome
O Danúbio recebe diferentes nomes ao longo dos países que percorre:
- Alemão: Donau
- Eslovaco: Dunaj
- Húngaro: Duna
- Croata: Dunav
- Sérvio: Дунав ou Dunav
- Búlgaro: Дунав ("Dunav")
- Romeno: Dunărea
- Ucraniano: Дунай ("Dunái")
- Latim: Danubius

Todas as formas derivam do termo proto-indo-europeu dānu, que significa "rio" ou "corrente".

## Geografia

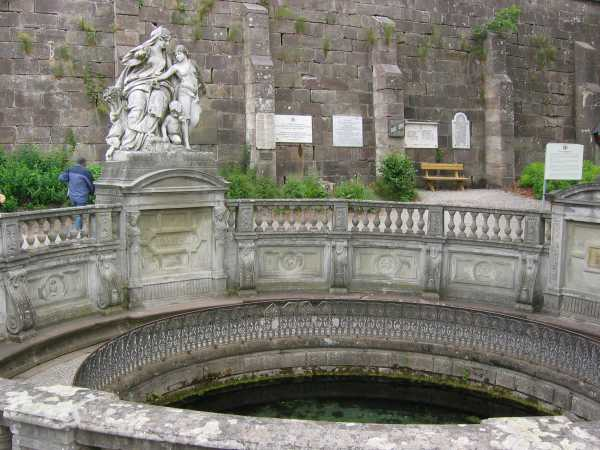
"Nascente do Danúbio", Donaueschingen.

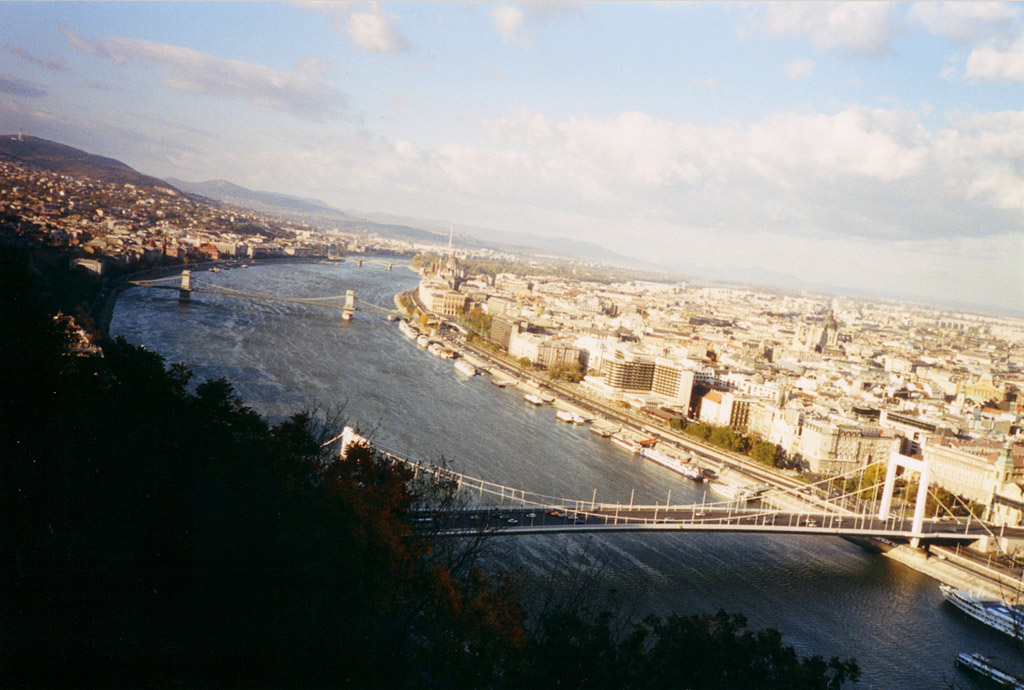
O Danúbio, em Budapeste.

Danúbio en Ruse, Bulgária.

O Danúbio é uma importante via comercial. Sua bacia hidrográfica estende-se por 796 000 km², e seu fluxo médio é de 6 700 m³/s.
O rio nasce na Floresta Negra, no estado federal de Baden-Württemberg, 60 km a noroeste do lago de Constança (alemão Bodensee), na Alemanha, a partir de dois pequenos ribeirões chamados Brigach e Breg, que se juntam em Donaueschingen (Alemanha) e são chamados Danúbio dali em diante. Atravessa em seguida a Baviera, o norte de Áustria (passando por Viena), o sul da Eslováquia, passando por Bratislava, atravessa a Hungria do norte ao sul passando por Budapeste, a Croácia a leste, o norte da Sérvia, passando por Belgrado, marca a fronteira entre a Sérvia e a Romênia, e também entra a Romênia e a Bulgária, antes de desaguar no mar Negro na Romênia, formando um grande delta que chega à fronteira da Ucrânia.
O delta do Danúbio é uma região natural protegida na Romênia, principalmente na floresta Letea, de aspecto tropical. Está classificado como Patrimônio Mundial pela Unesco desde 1991. A Romênia inquieta-se pelas interferências no meio ambiente que poderão ocorrer devido à construção do canal de Bystroe pela Ucrânia.

### Visão geral
O Danúbio é formado por dois córregos que descem da Floresta Negra, o Breg e o Brigach. O Breg sobe perto de Furtwangen, com 1078 metros de altitude; tendo uma rota mais longa, a sua fonte está localizada a apenas cem metros da linha da bacia hidrográfica do rio Reno, sendo considerada a origem geográfica do Danúbio. As duas correntes encontram-se em Donaueschingen, onde há um chafariz monumental chamado de Donauquelle, simbolizando a fonte oficial do rio. O Danúbio atravessa, em seguida, a Baviera, as cidades de Sigmaringa, Ulm, Ratisbona e Passau, e do norte da Áustria (via Linz e Viena), ao longo do sul da Eslováquia através de Bratislava, em toda a Hungria de norte ao sul através de Budapeste, ao longo da Croácia para o leste, através do norte da Sérvia por Belgrado, marca a fronteira entre a Sérvia e a Roménia e entre a Roménia e a Bulgária, antes desaguar no mar Negro na Romênia, formando um grande delta que faz fronteira com a Ucrânia. A Moldávia tem acesso a cerca de 300 metros para a margem esquerda do rio.
O delta do Danúbio é uma área natural protegida na Romênia. É classificado como Patrimônio Mundial pela Unesco desde 1991. A Romênia inaugurou em 1984 um canal de 64 km de Cernavodă diretamente para o mar Negro como um atalho para 400 km.
A contribuição em área de diferentes países ao longo do fluxo do Danúbio é a seguinte: Áustria (22,1%), Roménia (17,6%), Alemanha (14,5%), Sérvia (11,3%), Bósnia (8,8%), Croácia (6,4%), Hungria (4,3%), Ucrânia (4,3%), Bulgária (3,7%), Eslovénia (3,1%), Eslováquia (1,9 %), República Checa (1,2%), Moldávia (0,7%).
A população localizada na bacia do Danúbio foi estimada em 81 milhões em 2005. Dez países estão localizados ao longo do Danúbio.

### Rota detalhada da Floresta Negra ao mar Negro

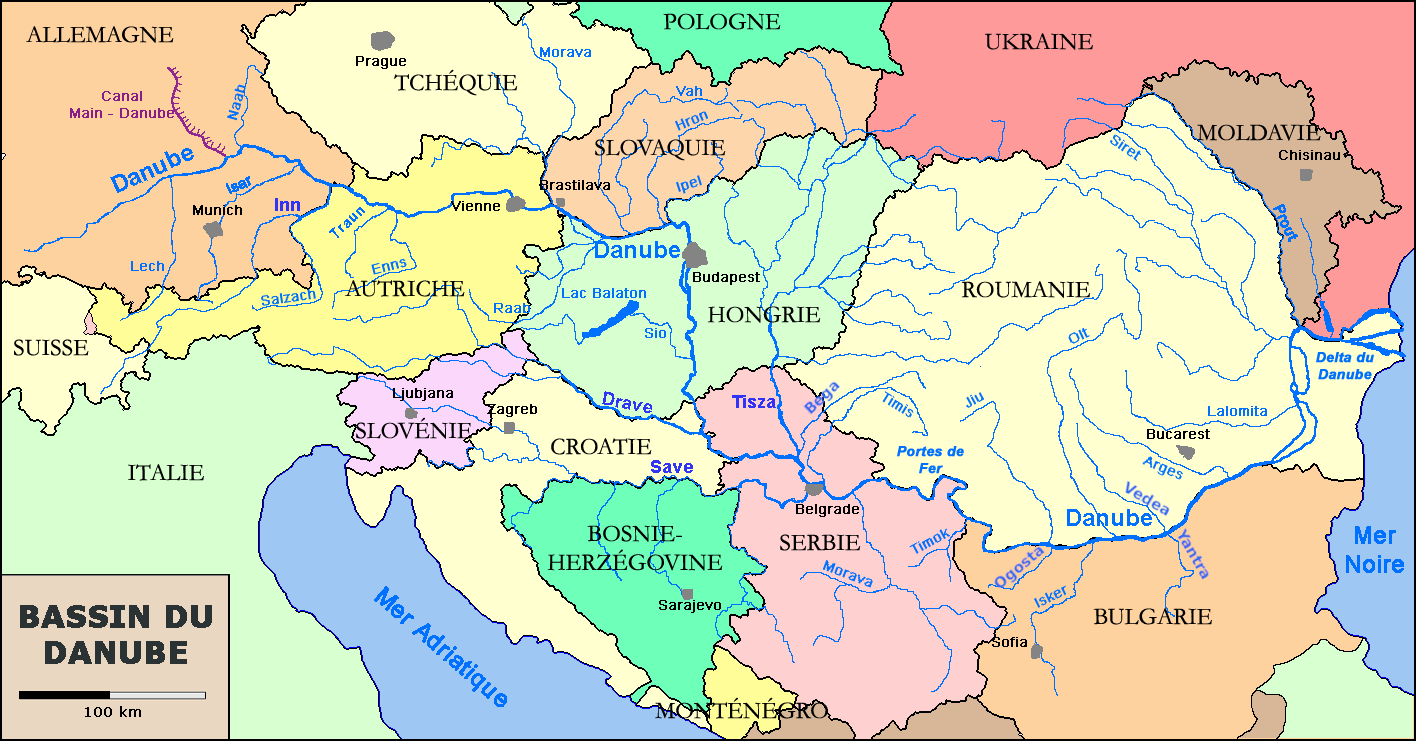
Mapa político da bacia do rio Danúbio.

#### Alemanha

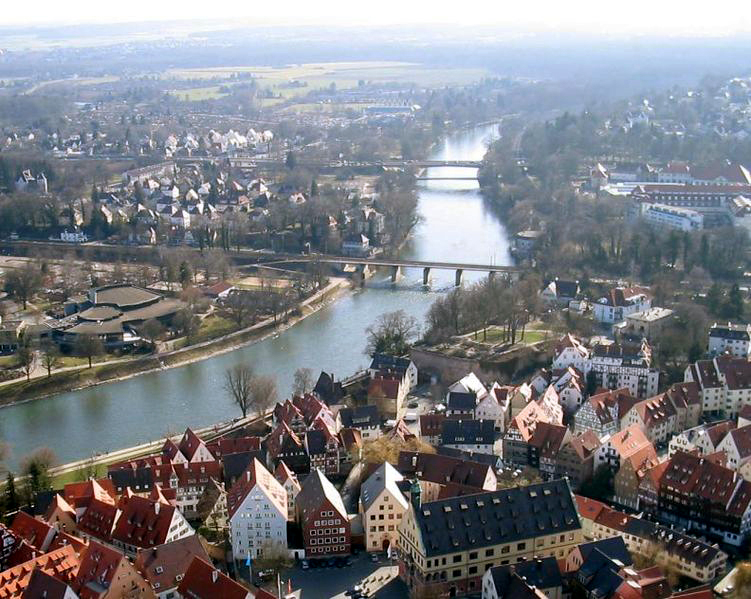
O Danúbio em Ulm (visto a partir da Catedral de Ulm).

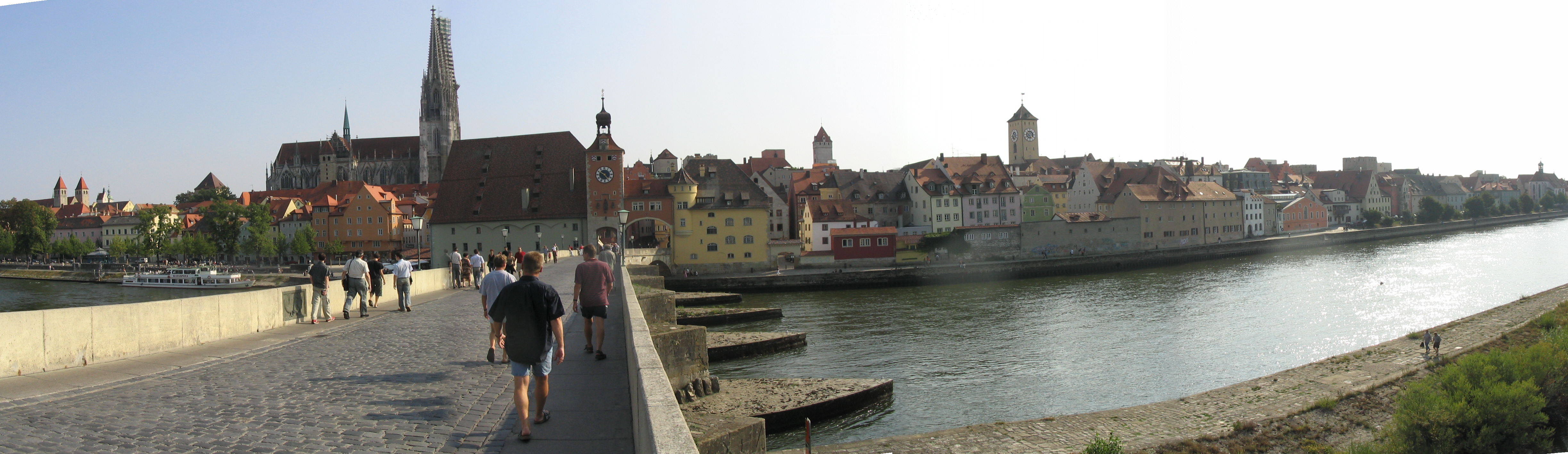
O Danúbio passando sob a "ponte de pedra", em Ratisbona, Alemanha.

O Danúbio passa a 1,4 quilômetro a leste de Donaueschingen, na Alemanha, na confluência de dois córregos do Brigach e Breg. O refrão  Brigach und Breg bringen die Donau zuweg ("O Brigach e o Breg colocam o Danúbio em seu caminho") é equivalente ao provérbio francês "pequenos riachos fazem os grandes rios."
O Danúbio corre por cerca de 687 km na Alemanha, a partir de sua nascente até à fronteira entre a Alemanha e a Áustria, e é assim o terceiro maior rio do país. As maiores cidades ao longo do rio são Tuttlingen, Sigmaringa, Ulm, Neu-Ulm, Ingolstadt, Ratisbona, Straubing e Passau.
Seus afluentes localizados à direita são o Iller, o Lech e o Isar seus afluentes à esquerda são Wörnitz, o Altmühl, o Naab e o Regen. Outros rios menores são afluentes do Danúbio, tais como o Riss, o Rot, o Lauter Gross, o Blau, o Gunz, o Brenz, o Mindel, o Zusam, o Schmutter, o Paar, o Erlau e o Ranna.
Em Passau, Ilz flui à esquerda para o Danúbio e é logo após paro o Inn à direita. A água do Inn, que vem dos Alpes, é verde; a água do Danúbio é azul e a água do Ilz, que vem de uma área pantanosa, é preta.
Os edifícios notáveis ao longo do Danúbio na Alemanha são o Beuron Abbey, o castelo do príncipe Hohenzollern-Sigmaringen, a catedral gótica de Ulm a mais alta torre do mundo (161,6 metros), o Abbey Weltenbourg, a ponte de pedra e a Catedral de Ratisbona em Ratisbona.

#### Áustria

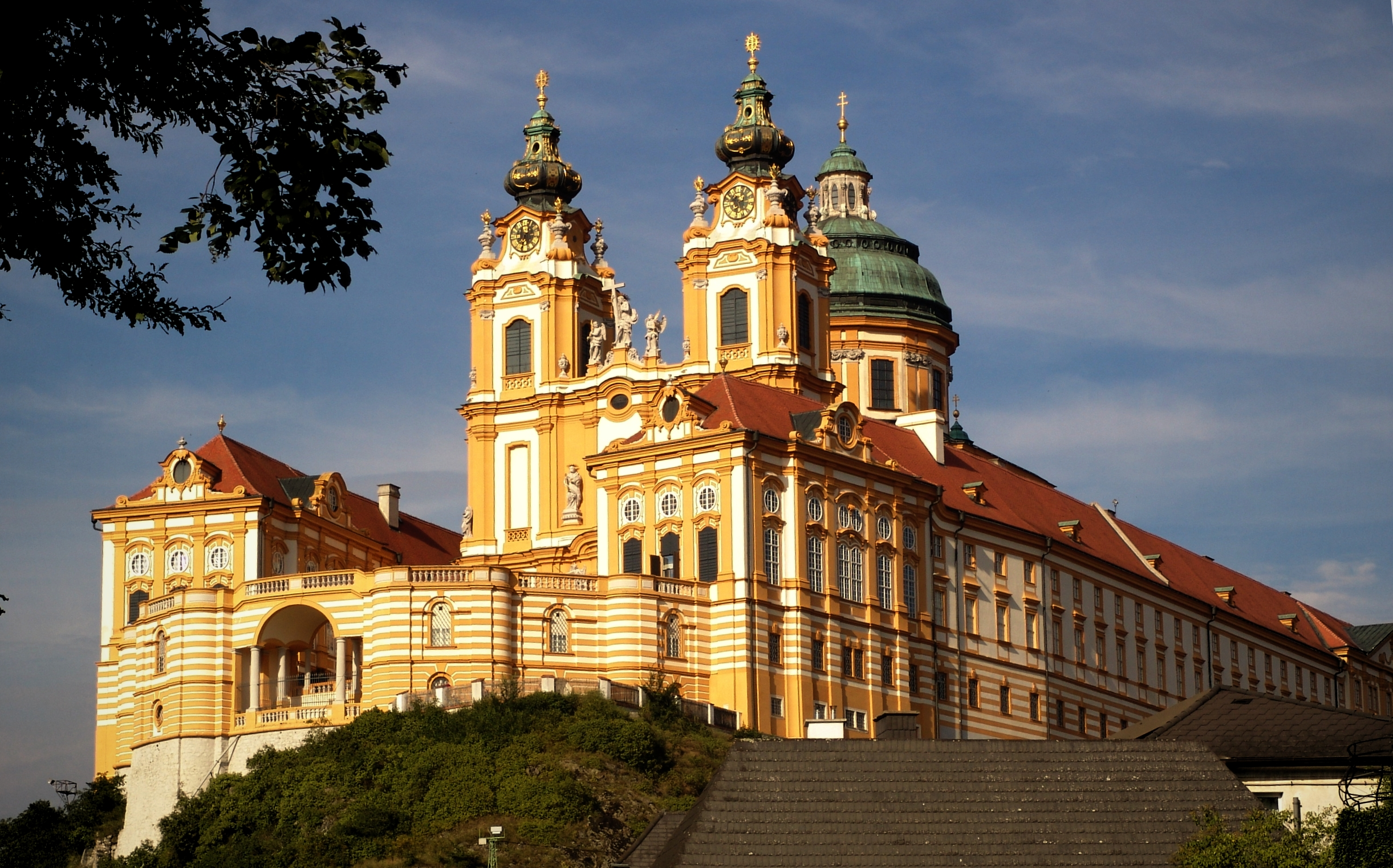
Abadia de Melk no Danúbio.

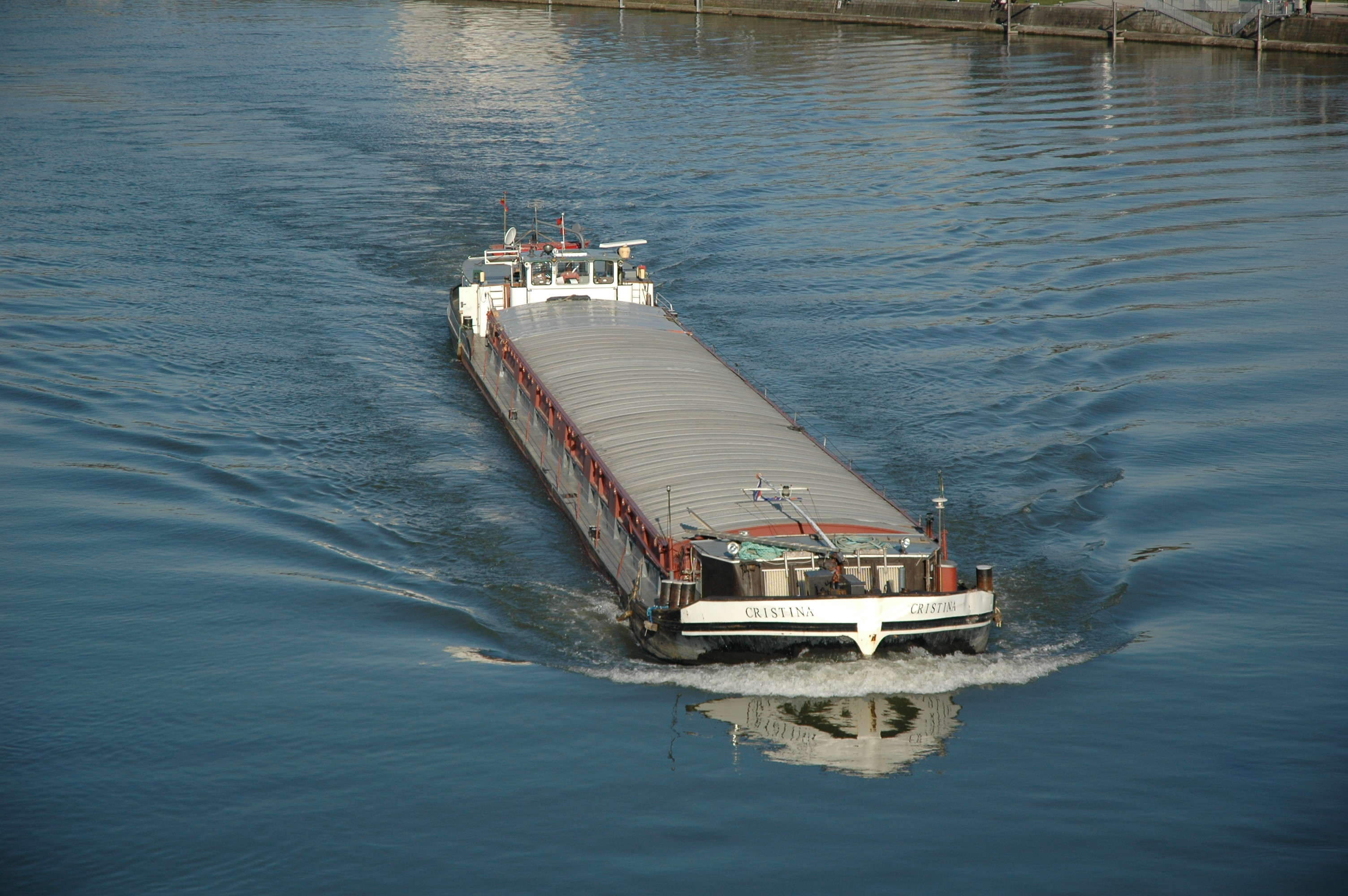
Uma balsa no Danúbio em Linz, Alta Áustria.

A Áustria tem 350 quilômetros do rio em seu território, colocando o país em sexto lugar entre os países ribeirinhos. Somente Vorarlberg faz parte da bacia do Reno (mar do Norte) e uma pequena parte do noroeste da Baixa Áustria. Poucos quilômetros após a cidade alemã de Passau é a fronteira entre a Alemanha e a Áustria, seguido pelo loop Schlögen onde o Danúbio faz um giro de 180°. Pouco mais de 70 quilômetros após a fronteira, o Danúbio atravessa Linz, a terceira maior cidade da Áustria. O rio passa por Mauthausen e Enns, onde fica o ponto mais profundo do Danúbio, na Áustria, em seguida, chega a 90 km de Melk.
Após isso, o rio passa por cima de quase 36 km no meio de um vale mais do Danúbio, o Wachau (listado como Património Mundial pela UNESCO), que se estende desde Durnstein para Krems. Já perto da fronteira com a Eslováquia, o Danúbio atravessa ainda a capital austríaca, Viena. A cidade tem o título de "cidade rio Danúbio", que divide esse estatuto com Belgrado e Budapeste. Para reduzir os efeitos negativos das inundações, o rio foi artificialmente regulado.
Os afluentes principais são os austríacos Inn (margem direita da fronteira alemã), o Aist (margem esquerda), o Traun (margem direita), o Enns (margem direita), o Ybbs (margem direita), o Traisen (margem direita), o Kamp (margem esquerda), a Viena (margem direita), o Schwechat (margem direita) e Leitha (margem direita), que historicamente foi importante porque serviu de fronteira com a Hungria até 1921.
Na Áustria, são onze usinas hidrelétricas .
Viena é também a sede da Comissão Internacional para a Protecção do Danúbio (Kommission Internacional zum Schutz der Donau, IKSD), fundada em 1998.

#### Eslováquia
Quando entra na Eslováquia, o Danúbio marca a primeira fronteira austríaca a apenas 45 km de Viena, cruzando Bratislava, capital eslovaca. Por fim, ele ainda passa entre a fronteira da Eslováquia com Hungria.
As cidades ao longo do rio, na Eslováquia, são habitadas pela minoria húngara na Eslováquia, onde o rio Váh faz confluência com o Danúbio.

#### Ucrânia
Após a fronteira com a Moldávia, na margem esquerda do rio Danúbio se forma a fronteira entre a Roménia e a Ucrânia. O Danúbio, em seguida, divide-se em três partes: ulina e Sfântu-Gheorghe, e Romênia flui mais ao norte.

## Localidades importantes atravessadas pelo Danúbio
- Ulm - Alemanha
- Ingolstadt - Alemanha
- Ratisbona - Alemanha
- Passau - Alemanha
- Linz - Áustria
- Krems an der Donau - Áustria
- Viena - capital da Áustria
- Bratislava - capital da Eslováquia
- Budapeste - capital da Hungria
- Vukovar - Croácia
- Novi Sad - Sérvia
- Belgrado - capital da Sérvia
- Drobeta-Turnu Severin - Roménia
- Vidin - Bulgária
- Ruse - Bulgária
- Brăila - Roménia
- Galaţi - Roménia
- Tulcea - Roménia

## História
A bacia do Danúbio é uma vasta região, cujo povoamento se iniciou em tempos muito remotos.
A sua grande importância estratégica se deve a que, ao formar a maior parte da Europa Central, sempre serviu de rota natural entre a Europa do Norte, a Europa de Leste, a Europa Ocidental e a Europa Mediterrânica ou do sul. Mas, pelo mesmo facto de estar no centro, a bacia do Danúbio tornou-se uma terra de invasões, de coexistência (nem sempre pacífica) de numerosos grupos humanos cultural e etnicamente distintos, de sobreposição ou justaposição de sistemas políticos diferentes, e do desenvolvimento de diversos modos de vida.
Embora o Danúbio servisse de limite natural para definir o território do Império Romano durante a Antiguidade, não pôde evitar a interpenetração de grupos distintos de ambos os lados do rio: latinos de origem romana ao norte, romenos e eslavos ao sul.

### Patrimônio Mundial da UNESCO

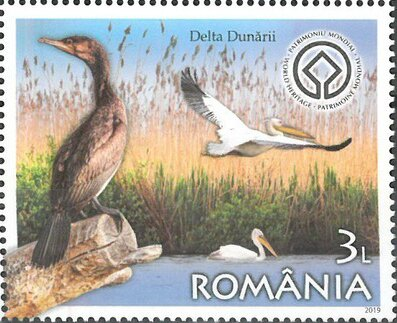
Selo romeno de 2019 comemorativo do reconhecimento da reserva da biosfera do Delta do Danúbio como patrimônio da humanidade

Em 1987, o rio Danúbio foi incluído como Patrimônio Mundial da UNESCO sob o título de "Budapeste, com as margens do Danúbio, o bairro do Castelo de Buda e a avenida Andrássy". Esta inclusão se deve à quantidade de monumentos romanos da região e a importância da arquitetura local. 